# Tabula Terre Nove

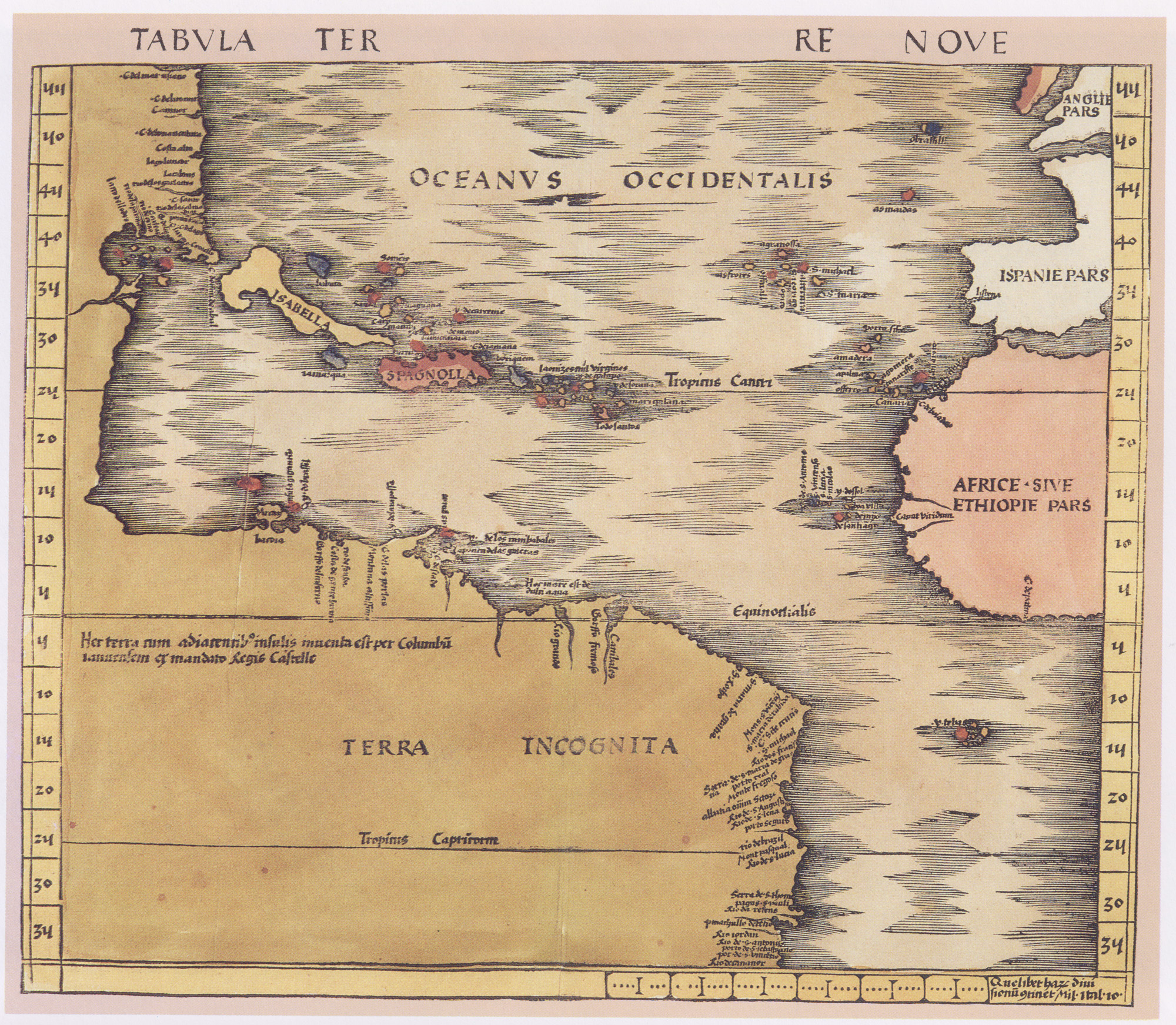
Tabula Terre Nove, Martin Waldseemüller, 1513.

Tabula Terre Nove  ( Mapa de les Noves Terres ) és el títol d'un mapa dibuixat per Martin Waldseemüller cap a 1508 i publicat cap a 1513 dins d'una nova edició de la Geographia de Ptolemeu. Es tracta de la primera ocasió en què es recull un mapa dedicat al Nou Món dins d'un atles.
El mapa és una estampa acolorida de 38×49 centímetres. En els marges esquerre i dret es dibuixa una escala graduada entre els 34 sud i els 44 graus nord. El títol, TABVLA TER # RE NOVE, apareix en dues parts sobre la vora superior. A la cantonada inferior dreta hi ha una escala en milles italianes.
A diferència del que el mateix Waldseemüller havia fet en el seu planisferi de 1507, la part d'Amèrica del Sud compresa en el mapa no es denomina Amèrica, sinó Terra incognita, amb una llegenda que indica: "aquesta terra i les illes adjacents han estat descobertes per Colom el genovès per mandat del rei de Castella» Aquest canvi en la denominació, i l'expressa atribució del descobriment a Colom de les terres i no només de les illes antillanes, sol interpretar-se com una rectificació l'autor, qui estaria corregint d'aquesta manera l'anterior atribució del descobriment a Americo Vespucio.
La menció a la Abbatia omnium Sanctorum (Abadia de tots els sants) sobre la costa de Brasil és un error de transcripció, que s'origina en llegir "A Badia de Tots Sants" com "La Badia de Tots sants", error que també es comet en el planisferi de Johann Ruysch.
El mapa recull gran part de les illes de les Antilles, amb Isaballa (Cuba), Iamaiqua (Jamaica), Spagnolla (Hispaniola), Ia. onzes mil virgin (Illes Verges) o Marigalana (Marie-Galante). Cuba està representada amb el «ganxo» característic en la major part de les representacions de l'època.
La representació de les costes d'Amèrica Central i d'Amèrica del Nord roman sumida en el misteri. En particular, la península situada al nord-oest de la Isabella és indeterminada. Si es tracta de la Florida, com sembla evident (i comunament s'admet), ha d'advertir que oficialment no va ser descoberta fins a 1513 per Juan Ponce de León. Altres mapes anteriors, com el planisferi de Cantino, també representen una península en aquest lloc, el que s'ha explicat com a resultat de possibles viatges clandestins efectuats per marins portuguesos. Una altra hipòtesi, però, apunta que es tracti d'Àsia: en altres mapes de l'època, com el de Johann Ruysch o el planisferi de Contarini fusionen explícitament les costes d'Amèrica del Nord amb el continent asiàtic. El mateix Waldseemüller, que havia representat Amèrica com un continent separat en el seu planisferi de 1507, en un mapa de 1516 presentava dos continents units, amb una llegenda situada sobre Amèrica del Nord que deia: Terra de Cuba Asie partis (terra de Cuba, part d'Àsia), seguint les conviccions colombines. I segons Thomas Suárez, en un dels projectes elaborats per Waldseemüller per a la Tabula Terre Nove, Cuba apareixia unida a la suposada «Florida».

## Història
El títol complet del mapa, tal com es recull en l'índex de la Geographia de Ptolemeu de 1513 on anava incorporat, és Carta marina, també anomenada hidrografia, rectificada pels molt exactes viatges de navegació fets per un antic almirall del sereníssim rei de Portugal Ferran, seguit per altres exploradors: elaborat sota el patrocini de René, molt il·lustre duc de Lorena, ja mort . La menció a Ferran com a rei de Portugal i no de Castella sembla una simple errada. Renat II de Lorena havia mort el 1508, si el mapa es va realitzar per encàrrec seu, ha de ser anterior a aquesta data. Segons Henry Harrisse, es va dibuixar prenent com a model un mapa portuguès que René havia obtingut en 1504. El «vell almirall» esmentat en el títol és, amb tota probabilitat, Cristòfor Colom, «almirall de la mar Océana». Per aquest motiu el mapa es coneix també com carta de l'Almirall  en la literatura cartogràfica.
El mapa portuguès original estaria, sens dubte, emparentat amb el planisferi de Cantino, amb el qual comparteix nombrosos topònims.